# Bavorov
Bavorov (früher Obrovice, deutsch Barau, lateinisch Bavarovium) ist eine Stadt in der Südböhmischen Region Jihočeský kraj in Tschechien. Sie gehört zum Okres Strakonice.

## Geographie

### Geographische Lage

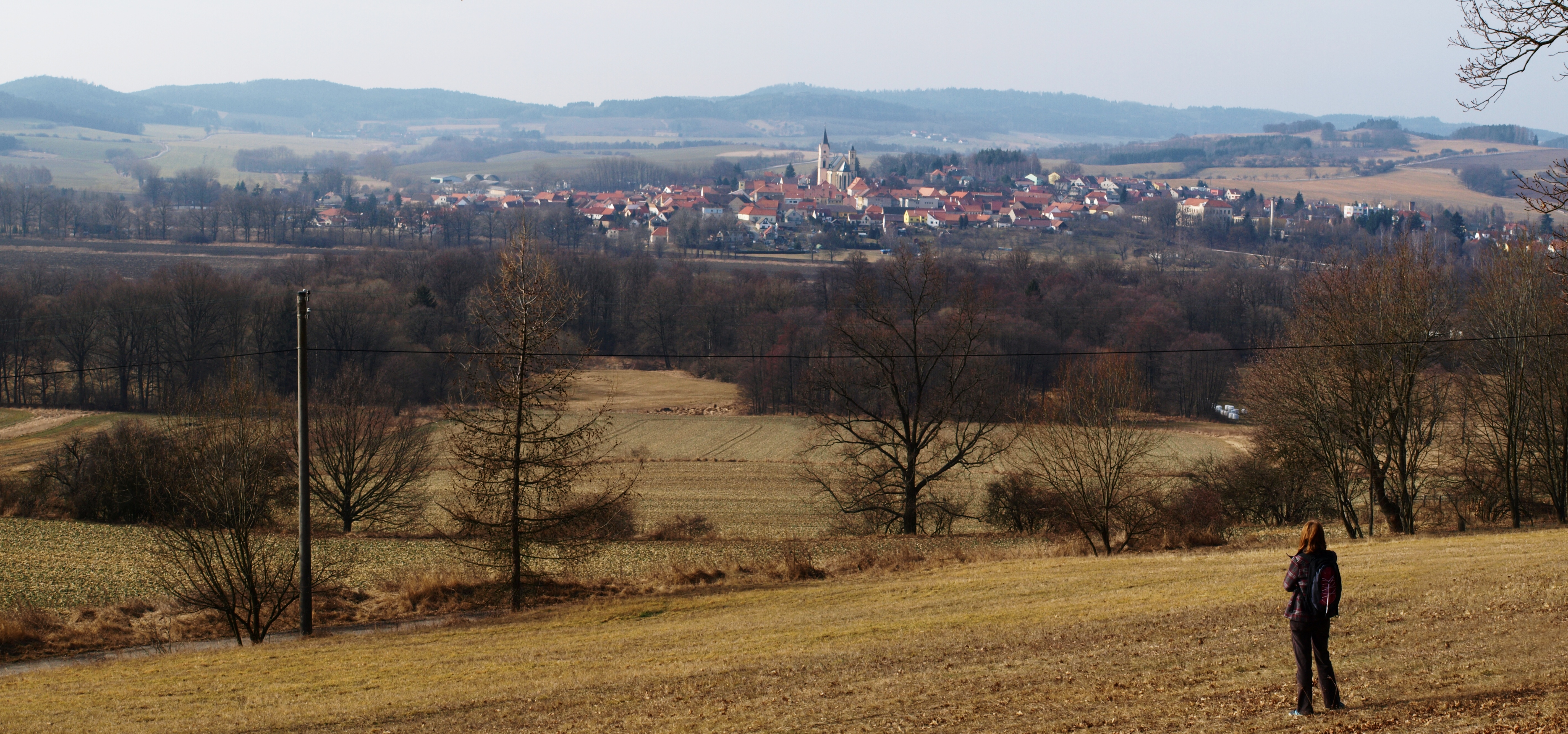
Panoramablick auf Bavorov

Bavorov liegt acht Kilometer westlich von Vodňany an der Blanice. Nachbarorte sind Budyně im Norden, Svinětice im Nordosten, Chelčice im Osten, Truskovice und Barovské Svobodné Hory im Südosten, Šipoun und Strunkovice im Süden, Dubská Lhota, Dub und Bročice im Südwesten, Tourov und Trzice im Westen und Útěšov im Nordwesten. Fünf Kilometer östlich von Bavorov liegt die Ruine der Burg Helfenburg. Durch den Ort führt der Radwanderweg 1074.

### Stadtgliederung
Die Stadtgemeinde Bavorov besteht aus folgenden Ortsteilen:
- Bavorovské Svobodné Hory (Barauer Freigebirg)
- Blanice (Großblanitz)
- Čichtice (Tschichtitz), siehe auch: Jüdischer Friedhof (Čichtice)
- Svinětice (Swinietitz)
- Tourov (Taurau)
- Útěšov (Autieschau)

## Geschichte
Bavorov lag am Goldenen Steig und wurde erstmals 1228 als Obrovice urkundlich erwähnt. Es war im Besitz der Bavor von Strakonitz, von denen sich der Ortsname ableitet und die hier eine hölzerne Burg errichteten.
1351 erwarben die Brüder Peter, Jobst, Johann und Ulrich von Rosenberg Bavorov. Vier Jahre später erbauten sie mit Genehmigung des Königs Karl IV. östlich von Bavorov die Helfenburg, die als Verwaltungssitz der gleichnamigen Herrschaft diente, zu der Bavorov gehörte. 1359 errichteten die Rosenberger ein Hospiz und eine Schule. 1361 verliehen sie Bavorov die Privilegien einer königlichen Stadt und 1381 das rosenbergische Wappen mit der fünfblättrigen Rose. Nach der Fertigstellung der Pfarrkirche 1384 errichteten sie neben dieser eine Bücherei.
Nachdem die Urkunde mit den gewährten Privilegien während der Hussitenkriege vernichtet worden war, bestätigte Heinrich V. von Rosenberg in seinem und dem Namen seiner Brüder die Privilegien von Neuem und erweiterte sie um die Hochgerichtsbarkeit. Ein Jahr später gelangte Bavorov mit der Herrschaft Helfenburg an Johann von Schwanberg (Jan ze Švamberka) und 1503 wiederum an die Rosenberger. Während der Regentschaft Wilhelms von Rosenberg gewährte der böhmische und römisch-deutsche König Ferdinand I. Bavorov 1552 zwei Jahrmärkte und einen wöchentlichen Getreidemarkt. Im selben Jahr genehmigte Wilhelm von Rosenberg die Bildung einer Zunft der Schuster.
1593 verkaufte der letzte Rosenberger Peter Wok von Rosenberg die Herrschaft Helfenburg mit der verlassenen Helfenburg der Stadt Prachatice. Sie bestätigte 1607 Bavorov die bisherigen Privilegien und erweiterte diese um das Braurecht. Wegen Unterstützung des böhmischen Ständeaufstands verlor Prachatice nach der Schlacht am Weißen Berg seine Besitzungen durch kaiserliche Konfiskation. Die Herrschaft Helfenburk mit Bavorov fiel an die Böhmische Kammer, die auch die bisherigen Privilegien einzog. 1622 schenkte Kaiser Ferdinand II. die Herrschaft Helfenburg seinem Hofkammerpräsidenten Hans Ulrich von Eggenberg für dessen Verdienste in der Katholischen Liga. Erst 1675 erhielt Bavarov seine früheren Privilegien zurück. Nach dem Aussterben der Eggenberger 1719 fiel Bavorov an die Fürsten Schwarzenberg. 1747 bestätigte Maria Theresia in ihrer Eigenschaft als Königin von Böhmen Bavorov alle bisherigen Privilegien.
Nach der Aufhebung der Patrimonialherrschaften wurde Bavorov 1850 dem Bezirk Písek eingeordnet und 1853 vom Bezirksamt zur Stadt erhoben. 1867 vernichtete ein Feuer weite Teile der Stadt.
Nach dem Zweiten Weltkrieg verlor Bavorov 1949 seine Stadtrechte. Im Jahre 2000 wurde es neuerlich zur Stadt erhoben.

## Kultur und Sehenswürdigkeiten
- Die Pfarrkirche Mariä Himmelfahrt wurde ab 1361 errichtet und 1384 fertiggestellt
- Die historische Innenstadt von Bavorov steht unter Denkmalschutz

## Söhne und Töchter des Ortes
- Josef Krasoslav Chmelenský (1800–1839), Kritiker, Dichter, Librettist und Volksaufklärer
- František Mareš (1850–1939), tschechischer Archivar, Historiker und Denkmalpfleger